# (995) Sternberga
(995) Sternberga es un asteroide perteneciente al cinturón de asteroides descubierto el 8 de junio de 1923 por Serguéi Ivánovich Beliavski desde el observatorio de Simeiz en Crimea.
Está nombrado en honor de Pavel Karlovich Sternberg (1865-1920), astrónomo ruso.